# Contea di Martin (Kentucky)
La contea di Martin (in inglese Martin County) è una contea dello Stato del Kentucky, negli Stati Uniti. La popolazione al censimento del 2000 era di 12 578 abitanti. Il capoluogo di contea è Inez.